# Frédéric Dohou
Pour les articles homonymes, voir Dohou.
Frédéric Dohou est un président d'université et une personnalité politique originaire du Bénin.

## Carrière universitaire
Titulaire d'un doctorat en économie du développement (1986), Frédéric Dohou enseigne dans plusieurs universités africaines avant de fonder l'université des sciences et technologies du Bénin à Cotonou en 1996,.
Depuis 2009, il est le président du conseil d'administration du Réseau des universités des sciences et technologies d'Afrique (RUSTA).
Depuis 2016, il est le président du Conseil africain de l'entrepreneuriat et de l'innovation (CAEI) et le vice-président aux relations institutionnelles de la Conférence intercontinentale des universités & grandes écoles (CIUGE).

## Carrière politique
Frédéric Dohou occupe également plusieurs postes ministériels après avoir été nommé Conseiller spécial du président de la république du Bénin, Mathieu Kérékou, lors du Conseil des ministres du 23 mai 2001.
Il redevient ministre quelques années plus tard sous la présidence de Thomas Boni Yayi.

### Ministre de la Culture, de l'Artisanat et du Tourisme (2003-2005)
Sur le plan touristique, plusieurs projets ont été lancés :
- la création d’une zone touristique le long de la route des Pêches entre Cotonou et Ouidah[9] ;
- le programme de conservation et de gestion des parcs nationaux ;
- la réhabilitation de la station touristique d’Abomey-Calavi et l’assainissement de l’environnement extérieur[9] ;
- la mise en œuvre d’un projet pilote de préservation de l’habitat de Ganvié.

Sur le plan culturel :
- l’organisation du premier festival international Gospel africain en 2003 à Cotonou ;
- le projet de construction de la Maison Internationale de Gèlèdè à Savè et dont la cérémonie de pose de la première pierre a eu lieu le 8 août 2003[10].

### Ministre de la Communication et de la Promotion des technologies nouvelles (2005-2006)
Parmi les actions réalisées :
- le lancement, en collaboration avec le PDG de la télévision privée LC2, de l’opération « Téléphone pour tous » afin de permettre à tous les béninois d’avoir accès au téléphone[11] ;
- le passage de la numérotation téléphonique de 6 à 8 chiffres au Bénin[11].

Durant cette période, Frédéric Dohou est également le porte-parole du gouvernement.

### Ministre des Affaires étrangères et de l'Intégration africaine (2006)
Cumulativement à ses fonctions de ministre de la Communication, Frédéric Dohou a assuré l'intérim du ministère des Affaires étrangères et de l'Intégration africaine du Bénin à la suite du limogeage de l'ancien ministre Rogatien Biaou,.

### Ministre de l'Industrie et du Commerce (2016)
Après un retrait de la vie politique de son pays pendant plusieurs années, Frédéric Dohou est nommé en mars 2016 ministre de l'Industrie et du Commerce en remplacement d'Ibrahim Kombiéni,.
À la suite de l'élection présidentielle béninoise de 2016, il est remplacé à ce poste par Lazare Maurice Sehoueto.

## Distinctions et décorations
- Officier de l’Ordre international des Palmes académiques du Conseil africain et malgache pour l'enseignement supérieur (2012)[17].